# Меэн-сюр-Йевр (кантон)
Меэ́н-сюр-Йевр (фр. Mehun-sur-Yèvre) — кантон во Франции, находится в регионе Центр, департамент Шер. Входит в состав округа Вьерзон.
Код INSEE кантона — 1820. Всего в кантон Меэн-сюр-Йевр входят 5 коммун, из них главной коммуной является Меэн-сюр-Йевр.

## Коммуны кантона
| Коммуна       | Население, чел. (1999) | Почтовый индекс | Код INSEE |
| ------------- | ---------------------- | --------------- | --------- |
| Аллуи         | 771                    | 18500           | 18005     |
| Берри-Буи     | 934                    | 18500           | 18028     |
| Меэн-сюр-Йевр | 7 212                  | 18500           | 18141     |
| Сент-Торет    | 425                    | 18500           | 18237     |
| Фоэси         | 2 003                  | 18500           | 18096     |

## Население
Население кантона на 1999 год составляло 11 345 человек.
| 1962  | 1968  | 1975   | 1982   | 1990   | 1999   | 2006 | 2007 |
| ----- | ----- | ------ | ------ | ------ | ------ | ---- | ---- |
| 8 537 | 8 930 | 10 362 | 11 175 | 11 408 | 11 345 | -    | -    |